# Ratan Bai
Ratan Bai, souvent orthographié Rattan Bai, de son vrai nom Imam Bandi, née le 12 juin 1912 à Patna est une chanteuse, actrice et productrice indienne. Elle est connue pour être la première partenaire féminine de K.L. Saigal. Issue de la courtisanerie comme Jaddan Bai ou Jehanera Kajjan, elle a entamé à Calcutta une carrière d'actrice-chanteuse au début du parlant avant de rejoindre l'usine à rêves qu'était Bombay au milieu des années 1930.
Elle est souvent confondue avec Rattan Bai, la mère de Shobhna Samarth. Cette dernière n'a fait qu'une très courte carrière dans le cinéma marathi vers 1936.

## Biographie

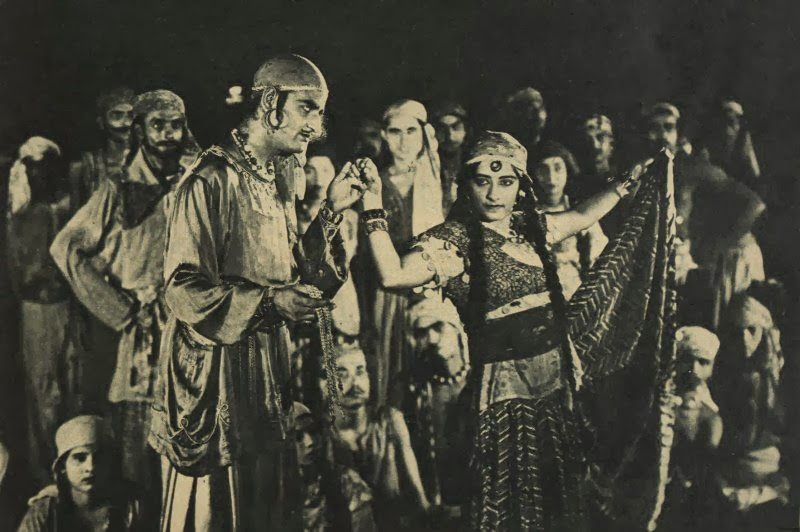
Ratan Bai et K.L. Saigal dans Karwan-e-Hayat (1935)

Imam Bandi est née le 12 juin 1912 à Patna, alors la capitale de la province du Bihar et d'Orissa. Encore enfant, elle déménage à Calcutta. Là, elle devient courtisane chanteuse, se produisant comme Jaddan Bai dans des soirées privées organisées par de riches mécènes. En 1932, le directeur de production Amar Mullick et le réalisateur Premankur Atorthy lui rendent visite pour la convaincre de rejoindre le studio New Theatres. Imam Bandi s'éloigne alors la courtisanerie et devient actrice-chanteuse sous le nom de Ratan Bai.

### Carrière à Calcutta
Ratan Bai débute pour le studio New Theatres en 1932 dans Subah Ka Sitara de Premankur Atorthy. Le film ne sort pas de l'ordinaire des productions de l'époque, parvenant juste à atteindre l'équilibre économique. Si on s'en souvient, c'est pour la présence de K.L. Saigal dans un de ses premiers rôles ainsi que pour les premières compositions de R.C. Boral au cinéma. Une de ses chansons, Hato jao, na humko satayo ji, est cependant remarquée. L'année suivante, elle incarne le rôle principal d'Hannah dans Yahudi Ki Larki, un film en costume à grand spectacle tiré d'une pièce d'Aga Hashr Kashmiri qui sera à nouveau adaptée en 1958 sous le titre Yahudi avec Dilip Kumar en vedette. Elle est encore opposée à K.L. Saigal et interprète notamment Apne maula ki jogan banungi, viyojan banungi, une des 19 chansons de ce grand succès de 1933.
Elle participe ensuite à Mohabbat Ki Kasauti, le premier film de P.C. Barua pour le studio New Theatres. Cet échec commercial est une reprise d’Ashoka un projet précédent de P.C. Barua avec K.L. Saigal en tête d'affiche,. Elle est enfin la bohémienne Zarina qui tombe amoureuse du prince Pervez joué par K.L. Saigal dans Karwan-E-Hayat, un film d'aventure qui sort sur les écrans en 1934,. Mais son rôle est en grande partie coupé au montage au profit de Rajkumari qui incarne la princesse d'un royaume voisin. Probablement à la toute fin de l'année 1933, elle rompt le contrat qui la lie à New Theatres et succombe aux sirènes de Bombay,.

### Controverse avec le studio New Theatres
Ratan Bai voit Karwan-E-Hayat à Bombay au début de l'année 1934. Constatant que quatre de ses chansons ainsi qu'une partie importante de son rôle ont été coupées, elle interroge le studio New Theatres dans une lettre ouverte qui parait en février. Le réalisateur Premankur Atorthy répond également par une lettre ouverte en reniant le film et en expliquant que le studio a exercé son droit de producteur. Le directeur de la publicité de New Theatres fait alors publier le mois suivant une réponse particulièrement violente. Il y dénie à Ratan Bai tout droit à questionner le montage des films du studio puis divulgue le vrai nom de l'actrice ainsi que l'adresse infamante dans le « quartier rouge » de Calcutta où Amar Mullick et Premankur Atorthy étaient venus la trouver deux ans auparavant. Dans une dernière lettre ouverte publiée en avril, Ratan Bai se trouve dans l'obligation d'admettre publiquement ses origines et de justifier son travail : « M. Sircar [le très puissant patron de New Theatres] semble s'être tellement laissé emporté par sa haine envers moi qu'il a laissé dévoiler indirectement ma basse extraction. Il est vrai que je n'appartiens pas à la même classe sociale que lui, mais ce n'est pas une raison pour que je ne sois pas une artiste avec du talent ».
Ce long échange épistolaire en anglais est republié dans le magazine bengali Chitrapanji à une époque où la moralité des actrices indiennes est remise en question. La réputation de Ratan Bai en est gravement compromise et elle ne reparaîtra à l'écran qu'un an plus tard.

### Carrière à Bombay

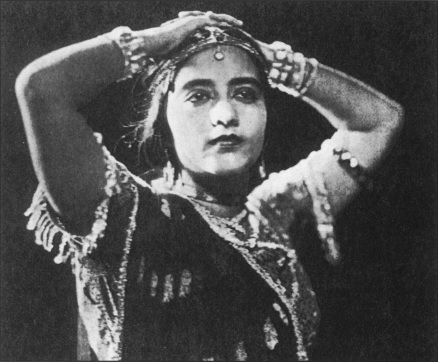
Ratan Bai dans Roop Lekha (1934)

Ratan Bai joue en 1935 dans deux films de la société de production Eastern Art Productions : Bharat Ki Beti et Yasmin. Le premier est réalisé par Premankur Atorthy qui a quitté New Theatres en 1934, tandis que le second est écrit et supervisé par le même Premankur Atorthy. Elle enchaîne ensuite pour Kolhapur Cinetone, une filiale du studio Imperial, avec Bhikharan et Hind Mahila, deux films toujours réalisés par Premankur Atorthy. Elle incarne le personnage féminin principal dans ces quatre films tandis qu'I.A. Hafisji, qui a lui aussi quitté New Theatres, la rejoint à l'écran dans les deux derniers.
Elle est alors engagée avec I.A. Hafisji et Premankur Atorthy par le studio Imperial. Elle mène la distribution dans quatre films mais aucun ne marque les esprits. En décembre 1937, la rumeur indique qu'elle est licenciée,. Elle joue ensuite en freelance dans diverses productions dont le médiocre Mr. X en 1938. Même si elle est souvent en tête d'affiche, elle joue très peu et se retire de l'écran plus d'une année en 1940. Elle revient en second lead dans Ujala qui sort en février 1942. Sa performance est remarquée mais cela ne suffit pas à relancer une carrière chancelante.
Ratan Bai crée sur ses fonds propres sa société de production, Star Productions, cette même année 1942. Elle incarne la vedette de sa première production, Saheli, réalisée par S.M. Yusuf qui s'illustrera par la suite pour Wadia Movietone. Ratan Bai indique que le film est un succès commercial, mais on peut en douter car ses deux autres productions, Dharm et Dasi Ya Maa ne voient le jour que trois ans plus tard. Aucun de ces trois films n'a laissé de trace.
Ratan Bai retourne à l'anonymat en 1946. On ne sait rien d'elle à partir de cette date si ce n'est que la chanteuse Rajkumari Dubey indique l'avoir vue âgée, mendiant sur le parvis de la mosquée Haji Ali Dargah à Bombay.

### Vie privée
Ratan Bai se marie à 15 ans. En 1937, il est de notoriété publique qu'elle est mariée avec I.A. Hafisji, lui-même acteur, réalisateur et scénariste,. En 1943, elle fait savoir qu'elle a deux fils. Enfin en 1945, elle se fait appeler Ratan Bai Begg ce qui laisse entendre qu'elle s'est remariée.

## Filmographie

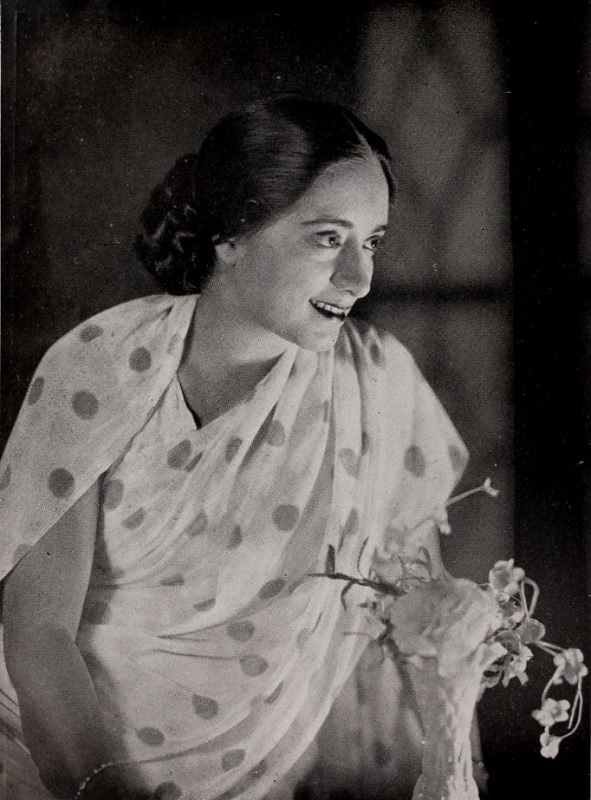
Ratan Bai dans Usne Kya Socha (1938)

### Comme actrice
- 1932 : Subah Ka Sitara / Morning Star de Premankur Atorthy
- 1933 : Yahudi Ki Larki / The Daughters of a Jew de Premankur Atorthy
- 1934 : Karwan-E-Hayat de Premankur Atorthy et Hemchandra Chunder[note 4]

- 1934 : Mohabbat Ki Kasauti / Roop Lekha de P.C. Barua[note 3]
- 1935 : Bharat Ki Beti / India's Daughter de Premankur Atorthy
- 1935 : Bhikharan / The Song of Life de Premankur Atorthy

- 1935 : Yasmin / Bewafa Ashik de Hari Shivdasani
- 1936 : Hind Mahila / Women's Challenge de Premankur Atorthy
- 1936 : Sarala de Premankur Atorthy
- 1937 : Dhanwan / Mazdoor Ki Beti / Wealthy / A Worker's Daughter de Premankur Atorthy
- 1937 : Usne Kya Socha / The Prisoner's Wife de I.A. Hafisji
- 1938 : Dulhan / The Bride de Premankur Atorthy
- 1938 : Mr. X de Dwarka Khosla
- 1939 : Gazi Salauddin de I.A. Hafisji
- 1939 : Sitara de Ezra Mir
- 1940 : Kalyani de Premankur Atorthy
- 1942 : Haso Haso Ai Duniyawallaon de Dwarka Khosla
- 1942 : Lajwanti / Radio Singer de Hiralal Doctor
- 1942 : Malan de V. M. Vyas
- 1942 : Rai Saheb de S. M. Yusuf
- 1942 : Saheli de S. M. Yusuf
- 1942 : Ujala de K. M. Multani
- 1945 : Dharm de Ramnik Desai
- 1946 : Shree Krishnarjun Yuddha de Mohan Sinha[note 9]

### Comme productrice
- 1942 : Saheli de S.M. Yusuf
- 1945 : Dharm de Ramnik Desai
- 1946 : Dasi Ya Maa de S.H. Rizvi